# Saint-Ellier-les-Bois
Saint-Ellier-les-Bois é uma comuna francesa na região administrativa da Normandia, no departamento Orne. Estende-se por uma área de 13,37 km². Em 2010 a comuna tinha 255 habitantes (densidade: 19,1 hab./km²).